# 運動ニューロン

脊髄の断面。前根を通って投射される運動ニューロンが赤色で示されている

運動ニューロン（うんどうニューロン）とは骨格筋を支配する神経細胞である。細胞体は主に大脳皮質の運動野と脊髄前角にある。脊髄前角細胞までを上位運動ニューロンといい、脊髄前角細胞以下を下位運動ニューロンという（上位運動ニューロンには、脳幹の神経核から始まるものもある。詳細は脊髄を参照）。これらの経路に障害が起きると、それぞれ上位運動ニューロン障害、下位運動ニューロン障害と呼ぶ。上位運動ニューロン障害は錐体路障害とも呼ばれる。
一般体性運動ニューロンは以下のような経路を通って筋肉を収縮させる。
大脳中心前回 → 内包後脚 → 大脳脚 → 延髄錐体交差 → 脊髄側索または前索 → 脊髄前角細胞 → 末梢神経 → 神経筋接合部→筋肉

脊髄の運動ニューロンは遺伝的に様々である事が分かっている。